# Montceau-et-Écharnant
Montceau-et-Écharnant és un municipi francès, situat al departament de la Costa d'Or i a la regió de Borgonya - Franc Comtat. L'any 2007 tenia 142 habitants.

## Demografia

### Població
El 2007 la població de fet de Montceau-et-Écharnant era de 142 persones. Hi havia 64 famílies, de les quals 24 eren unipersonals (16 homes vivint sols i 8 dones vivint soles), 20 parelles sense fills i 20 parelles amb fills.
La població ha evolucionat segons el següent gràfic:
Habitants censats

### Habitatges
El 2007 hi havia 107 habitatges, 65 eren l'habitatge principal de la família, 35 eren segones residències i 7 estaven desocupats. 105 eren cases i 2 eren apartaments. Dels 65 habitatges principals, 57 estaven ocupats pels seus propietaris, 7 estaven llogats i ocupats pels llogaters i 1 estava cedit a títol gratuït; 8 tenien dues cambres, 11 en tenien tres, 18 en tenien quatre i 28 en tenien cinc o més. 45 habitatges disposaven pel capbaix d'una plaça de pàrquing. A 25 habitatges hi havia un automòbil i a 37 n'hi havia dos o més.

### Piràmide de població
La piràmide de població per edats i sexe el 2009 era:
| Homes | Edats   | Dones |
| ----- | ------- | ----- |
| 0     | 95 o +  | 0     |
| 0     | 90 a 94 | 0     |
| 0     | 85 a 89 | 0     |
| 0     | 80 a 84 | 8     |
| 4     | 75 a 79 | 4     |
| 8     | 70 a 74 | 4     |
| 4     | 65 a 69 | 0     |
| 4     | 60 a 64 | 4     |
| 4     | 55 a 59 | 4     |
| 0     | 50 a 54 | 4     |
| 4     | 45 a 49 | 0     |
| 4     | 40 a 44 | 4     |
| 4     | 35 a 39 | 12    |
| 8     | 30 a 34 | 4     |
| 0     | 25 a 29 | 0     |
| 0     | 20 a 24 | 0     |
| 0     | 15 a 19 | 0     |
| 0     | 10 a 14 | 4     |
| 4     | 5 a 9   | 0     |
| 4     | 0 a 4   | 0     |

## Economia
El 2007 la població en edat de treballar era de 88 persones, 66 eren actives i 22 eren inactives. De les 66 persones actives 64 estaven ocupades (35 homes i 29 dones) i 2 estaven aturades (2 dones i 2 dones). De les 22 persones inactives 9 estaven jubilades, 3 estaven estudiant i 10 estaven classificades com a «altres inactius».

### Ingressos
El 2009 a Montceau-et-Écharnant hi havia 67 unitats fiscals que integraven 157 persones, la mediana anual d'ingressos fiscals per persona era de 19.106 €.

### Activitats econòmiques
Dels 10 establiments que hi havia el 2007, 1 era d'una empresa extractiva, 1 d'una empresa de fabricació d'altres productes industrials, 4 d'empreses de comerç i reparació d'automòbils, 3 d'empreses de serveis i 1 d'una empresa classificada com a «altres activitats de serveis».
L'any 2000 a Montceau-et-Écharnant hi havia 7 explotacions agrícoles.

## Poblacions més properes
El següent diagrama mostra les poblacions més properes.